# Classe Intrépido
Classe Intrépido é uma classe de rebocadores de porto, que servem a Marinha do Brasil desde 1992.
Os navios foram construídos pelo estaleiro Scheepswerf Damen B.V., da cidade de Gorinchem, Holanda. E seguem o desenho da classe "Stan Tug 2207" de rebocadores.

## Lista de Navios
- Rb Intrépido (BNRJ 16)
- Rb Arrojado (BNRJ 17)
- Rb Valente (BNRJ 18)
- Rb Impávido (BNRJ 19)

## Características
- Deslocamento: 200 ton (plena carga)[2]
- Comprimento: 22,65 m
- Boca: 7,25 m
- Calado: 2,81 m
- Velocidade: 12,7 nós
- Motorização: diesel, 2 motores Catterpilar 3508TA, gerando 1.580 bhp
- Armamento: desarmado
- Equipamentos: Radar de navegação e maquina de reboque
- Tripulação: 6 homens